# Jakov Agam
Jaakov Agam, izraelski slikar in kipar, (pravo ime Yaacov Gipshtein) * 11. maj 1928, Rishon LeZion.
Je predstavnik kinetične umetnosti. Znan je predvsem po poslikanih reliefih, ki z zornim kotom spreminjajo obliko. Med drugim je poslikal dvorano v Elizejski palači v Parizu in oblikoval vodomete pred La Defensom.